# Hannelore Steer
Hannelore Steer (* 30. Januar 1943 in Arnsdorf) ist eine deutsche Journalistin und Afrikanistin. Sie war von 2003 bis 2008 Hörfunkdirektorin und stellvertretende Intendantin des Rundfunk Berlin-Brandenburg (rbb) und zuvor seit 1996 in gleicher Funktion beim Ostdeutschen Rundfunk Brandenburg (ORB). Sie gilt als prägend bei der Demokratisierung des Rundfunk der DDR während und nach der Wende.

## Leben
Nach dem Abitur 1962 in Eisenhüttenstadt studierte Hannelore Steer an der Karl-Marx-Universität Leipzig Afrikanistik. 1967 erwarb sie ihr Diplom und begann bei Radio Berlin International (RBI) als Übersetzerin, Sprecherin, Reporterin und Redakteurin und arbeitete für die Sendungen in Swahili. Von 1970 an leitete sie die Übersetzer- und Sprechergruppe Swahili bei RBI. Parallel absolvierte sie 1971/72 die Fachschule für Journalistik in Leipzig. 1986 wurde sie zur Leiterin der Afrika-Redaktion bei RBI berufen. Seit dem 7. März 2009 war sie Mitglied des Medienrats der Medienanstalt Berlin-Brandenburg.

### Wendezeit
Anfang 1990 wählte die Belegschaft von RBI Hannelore Steer zur Chefredakteurin. Sie förderte in dieser Zeit die institutionelle und informelle Zusammenarbeit zwischen RBI und Deutscher Welle. Ihr Ziel, Teile von RBI mit der Deutschen Welle zu fusionieren, scheiterte an den politisch Verantwortlichen. Nachdem RBI am Vorabend der Deutschen Einheit den Sendebetrieb eingestellt hatte, übernahm die Deutsche Welle zwar die Frequenzen und Sendeanlagen von RBI, aber lediglich fünf von 130 Mitarbeitern.
Im Oktober 1990 wurde Hannelore Steer Programmdirektorin und stellvertretende Intendantin des Funkhauses Berlin, des ehemaligen Rundfunks der DDR. Bis zu dessen Auflösung zum Jahresende 1991 infolge des Einigungsvertrages war sie damit verantwortlich für die Programme Berliner Rundfunk, DT 64, Radio aktuell und DS Kultur.
Für ihr Wirken in der Wende- und Nachwendezeit erhielt Hannelore Steer 2003 das Verdienstkreuz am Bande des Verdienstordens der Bundesrepublik Deutschland. Sie habe, so die Begründung, einen wesentlichen Beitrag zum Demokratisierungsprozess im DDR-Rundfunk geleistet.

### ORB und rbb
Am 1. Januar 1992 nahm der ORB seine Arbeit auf. Hannelore Steer war zunächst Sendeleiterin und vom 5. August 1992 an Chefredakteurin der Landeswelle Antenne Brandenburg. Am 2. Juli 1996 wählte der Rundfunkrat des ORB sie zur Hörfunkdirektorin und stellvertretenden Intendantin; im Dezember trat sie ihr Amt an. Sie wurde 2001 im Amt bestätigt. 1997 stellte der ORB sein Radioangebot neu auf und gründete – gemeinsam mit dem SFB – radioeins.
Zum Mai 2003 fusionierten SFB und ORB zum Rundfunk Berlin-Brandenburg (rbb). Hannelore Steer wurde erste Hörfunkdirektorin des rbb und am 8. September 2003 auch zur stellvertretenden Intendantin gewählt. Die Neugründung eines gemeinsamen Kulturprogramms zum 1. Dezember 2003 geht wesentlich auf ihre Initiative und Impulse zurück. Das neue Kulturradio ersetzt die Programme Radio 3 (ORB) und Radio Kultur (SFB).
Hannelore Steer war bis zu deren Auflösung 2008 Mitglied der Gesellschafterversammlung der Gesellschaft zur Förderung der Rundfunkversorgung (GARV).
Seit 1996 war sie Mitglied der deutsch-französischen Hörfunkkommission. Für ihre Verdienste um die nachbarschaftlichen Beziehungen zwischen Brandenburg und der polnischen Woiwodschaft Lebus wurde sie am 14. Februar 2008 mit der Ehrenmedaille der Woiwodschaft ausgezeichnet.
Hannelore Steer spricht Swahili, Englisch, Französisch und Russisch.
Sie hat eine Tochter und zwei Enkelkinder.
Mit Ablauf der Wahlperiode am 30. April 2008 trat Hannelore Steer in den Ruhestand.